# Sedem smrtnih grehov in štiri poslednje reči
Sedem smrtnih grehov in štiri zadnje stvari je slika, ki jo pripisujejo Hieronymusu Boschu ali njegovemu sledilcu, dokončana okoli leta 1500 ali kasneje. Od leta 1898 se večkrat dvomi o njeni pristnosti. Leta 2015 je Boschev raziskovalni projekt trdil, da je avtor sledilec, vendar so znanstveniki v Pradu, kjer slika visi, ta argument zavrnili. Slika je olje na lesenih ploščah in je predstavljena v vrsti krožnih podob.
Štirje majhni krogi, ki podrobno opisujejo štiri zadnje stvari - Smrt, Sodba, Nebesa in Pekel - obkrožajo večji krog, v katerem je upodobljenih sedem smrtnih grehov: jeza na dnu, nato (nadaljevanje v smeri urnega kazalca) zavist, pohlep, požrešnost, lenoba, razsipnost (kasneje nadomeščena s poželenje) in napuh, pri čemer se namesto alegoričnih predstav grehov uporabljajo prizori iz življenja.
V središču velikega kroga, ki naj bi predstavljal Božje oko, je 'zenica', v kateri je mogoče videti Kristusa, ki izhaja iz svojega groba. Pod to sliko je latinski napis cave cave d[omi]n[u]s videt (»Pazi, pazi, Gospod vidi«).
Zgoraj in spodaj na osrednji sliki je napis v latinščini iz 5. Mojzesove knjige 5 Mz 32,28–29, ki vsebuje vrstice »Zakaj to je narod brez razsodnosti in pri njih ni razuma.« zgoraj in »Ko bi bili modri, bi to razumeli in mislili na svojo prihodnost.« spodaj.

## Sporno avtorstvo in datacija
Leta 1560 je Felipe de Guevara pisal o Boschevem učencu, neimenovanem discipulo (učencu), ki je bil tako dober kot njegov gospodar in je celo dela podpisoval z imenom svojega mojstra. Takoj za tem, ne da bi začel z novim odstavkom, Guevara omenja sliko Sedmih smrtnih grehov, značilno za njegov slog. Zaradi tega so nekateri učenjaki, že Dollmayr (1898) in najbolj glasno Stechow (1966) pripisali delo temu učencu.
Večina strokovnjakov pa od takrat trdi, da se je Guevara glede na zelo dvoumno naravo odlomka verjetno vrnil k opisu Boschevih del. Poleg tega je sumljiva natančnost in avtoriteta Guevare: ko so leta 1570 dediči Guevare prodali kopijo Triptiha Seneni voz španskemu kralju Filipu II., je bilo jasno, da je Guevara to delo obravnaval kot original, ki ga je naslikal Bosch, medtem ko je danes znano, da je bila njegova kopija (prikazana v El Escorialu) original obešen v Pradu. Filip II. je delo kupil (pred letom 1560, verjetno pri samostanski prodaji umetnin) v prepričanju, da je Sedem smrtnih grehov Boschev izvirnik in ga je vedno obravnaval kot takega. Bila je njegova najljubša Boscheva slika in je visela v njegovi spalnici v El Escorialu. Ko je sliko leta 1574 podaril El Escorialu, je bila katalogizirana kot Boschev original; Silva Maroto je trdil, da je težko verjeti, da bi Guevara v tako dvoumnem odlomku podvomil o avtorstvu Filipovega najljubšega Boscha, ki je, kot je poudaril Maroto, del rokopisa, ki je ostal neobjavljen do leta 1788.
Domnevno slaba kakovost risbe je privedla do napačnega prepričanja, da izhaja iz Boschevega zgodnjega obdobja. Pripisovanje discipulu sta v katalogu Boscheve razstave v Rotterdamu leta 2001 obudila Vermet in Vandenbroeck, ki sta tudi predlagala, da več kostumov predlaga precej poznejši datum, okoli leta 1500, tako da nerodnega risanja in izvedbe ni mogoče pripisati  mladostni nepopolnosti. Opazili so tudi, da slika ni na hrastu, kar je še povečalo njihove dvome o pripisu Boschu.
Danes se večina umetnostnih zgodovinarjev strinja, da kostumi kažejo na datum med letoma 1505 in 1510; trdi se, da so ključne značilnosti osnovne risbe, način razvoja slikovne površine in raznolikost potez popolnoma skladne z Boschevimi poznejšimi slikami. Poleg tega so tema, simbolika in sama kompozicija globoko izvirni, zaradi česar je zelo malo verjetno, da bi jo lahko naslikal neznan učenec.
Leta 2005 je Ed Hoffman trdil, da je to delo kopija, ki jo je po poškodbi izvirnika morda naročil Filip II. Po njegovem mnenju ljubiteljski slog, debelušne figure, pomanjkanje belih poudarkov in dejstvo, da lesena plošča ni hrastova, temveč topolova, česar ni mogoče datirati z dendrokronologijo. Argument za verodostojnost ali vsaj izvirnost dela je mogoče najti v pentimentih spodnje slike, ki kažejo, da to ne bi mogla biti preprosta zvesta reprodukcija. Poleg tega ni dvoma, da je na sliki podpis samega Boscha in ne ponaredek.
Oktobra 2015 je raziskovalni in konservatorski projekt Bosch, ki je bil od leta 2007 odgovoren za tehnične raziskave večine Boschevih slik, zavrnil pripisovanje Boschu in menil, da ga je naredil sledilec, najverjetneje discipulo. V odgovor iz muzeja Prado so izjavili, da še vedno menijo, da je delo verodostojno. 

## Vsebina
Vsaka plošča v zunanjem krogu prikazuje drugačen greh. V smeri urnega kazalca od zgoraj (latinska imena v oklepajih):
1. Požrešnost (gula): Pijanec pogoltne iz steklenice, medtem ko debeluh pohlepno je, ne da bi upošteval prošnjo svojega enako debelega mladega sina.
2. Lenoba (acedia): lenuh drema pred kaminom, medtem ko se mu v sanjah prikaže Vera v preobleki nune, da ga opomni, naj moli.
3. Poželenje (luxuria): Dva para uživata na pikniku v roza šotoru z dvema klovnoma (desno), ki ju zabavata.
4. Napuh (superbija): s hrbtom do gledalca ženska pogleda svoj odsev v ogledalu, ki ga drži demon.
5. Jeza (ira): Ženska poskuša prekiniti boj med dvema pijanima kmetoma.
6. Zavist (invidia): Par, ki stoji pred vrati, zavidajoče pogleda bogataša s sokolom na zapestju in hlapca, ki nosi njegov tovor, medtem ko se njuna hči spogleduje z moškim, ki stoji pred njenim oknom, z očesom na dobro napolnjeni torbici za njegovim pasom. Psi ponazarjajo flamski rek: »Dva psa in samo ena kost, brez dogovora«.
7. Pohlep (avaritia): Ukrivljeni sodnik se pretvarja, da sočutno posluša primer, ki ga je ena stranka vložila v tožbo, medtem ko spretno sprejema podkupnino druge stranke.

Tudi štirje majhni krogi imajo podrobnosti. V Smrt grešnika je smrt prikazana na pragu skupaj z angelom in demonom, medtem ko duhovnik pravi, da so to grešnikovi zadnji obredi; v Slavi rešeni vstopajo v Nebesa z Jezusom in svetniki, pri nebeških vratih angel preprečuje, da bi demon ujel žensko. Sveti Peter je prikazan kot vratar. V Poslednji sodbi je Kristus prikazan v slavi, medtem ko angeli zbujajo mrtve, medtem ko demoni v peklu mučijo grešnike glede na njihove grehe.

## Detajli

### Sedem smrtnih grehov
- Požrešnost (Gula)
- Lenoba (Accidia)
- Poželenje (Luxuria)
- Napuh (Superbia)
- Jeza (Ira)
- Zavist (Invidia)
- Pohlep (Avaritia)

### Štiri zadnje stvari
- Smrt grešnika, angel in hudič tehtata človekovo dušo
- Pekel in kazen sedmih smrtnih grehov..
- Slava ali Nebesa
- Sodni dan